# 937 Bethgea
Bethgea (asteroide 937) é um asteroide da cintura principal, a 1,7457037 UA. Possui uma excentricidade de 0,2178144 e um período orbital de 1 217,83 dias (3,33 anos).
Bethgea tem uma velocidade orbital média de 19,93711908 km/s e uma inclinação de 3,69552º.
Este asteroide foi descoberto em 12 de Setembro de 1920 por Karl Reinmuth.